# Ланфан
Ланфан (кит. спр. 廊坊市, піньїнь: Lángfāng Shì) — місто-округ в китайській провінції Хебей. 

## Географія
Ланфан розташовується у центрі провінції між містами Пекін і Тяньцзінь.

### Клімат
Місто знаходиться у зоні, котра характеризується вологим континентальним кліматом зі спекотним літом. Найтепліший місяць — липень із середньою температурою 26.5 °C (79.7 °F). Найхолодніший місяць — січень, із середньою температурою -3.7 °С (25.3 °F).
| Клімат Ланфана          | Клімат Ланфана | Клімат Ланфана | Клімат Ланфана | Клімат Ланфана | Клімат Ланфана | Клімат Ланфана | Клімат Ланфана | Клімат Ланфана | Клімат Ланфана | Клімат Ланфана | Клімат Ланфана | Клімат Ланфана | Клімат Ланфана |
| Показник                | Січ.           | Лют.           | Бер.           | Квіт.          | Трав.          | Черв.          | Лип.           | Серп.          | Вер.           | Жовт.          | Лист.          | Груд.          | Рік            |
| Середня температура, °C | −3,7           | −1,3           | 5,6            | 13,9           | 20,2           | 24,5           | 26,5           | 25,4           | 20,5           | 13,7           | 5,3            | −1,5           | 12,4           |
| Норма опадів, мм        | 2.4            | 4.8            | 7.5            | 20             | 31.4           | 67.6           | 169.2          | 153.6          | 42.7           | 19.9           | 8.1            | 3              | 530.2          |
| Днів з опадами          | 1,7            | 2,8            | 3,3            | 5              | 5,5            | 9,2            | 14             | 12             | 6,9            | 5,6            | 4,8            | 1,7            | 72,5           |
| Вологість повітря, %    | 50.3           | 51.8           | 50.9           | 49.8           | 53.5           | 60.6           | 75.2           | 76.7           | 67.7           | 64             | 60.7           | 55.2           | 59.7           |
| ----------------------- | -------------- | -------------- | -------------- | -------------- | -------------- | -------------- | -------------- | -------------- | -------------- | -------------- | -------------- | -------------- | -------------- |
| Джерело: Weatherbase    |                |                |                |                |                |                |                |                |                |                |                |                |                |

## Адміністративний поділ
Міський округ поділяється на 2 райони, 2 міста та 6 повітів (один з них є автономним):
| Карта                                                                              | Карта      | Карта          | Карта            |
| ---------------------------------------------------------------------------------- | ---------- | -------------- | ---------------- |
| Саньхе ① Сянхе ② Гуань Юнцін ③ Бачжоу Веньань Дачен ① Дачан-Хуей ② Гуан'ян ③ Аньці |            |                |                  |
| Статус                                                                             | Назва      | Оригінал       | Населення (2020) |
| Район                                                                              | Аньці      | 安次区         | 479 826          |
| Район                                                                              | Гуан'ян    | 广阳区         | 667 765          |
| Місто                                                                              | Бачжоу     | 霸州市         | 743 226          |
| Місто                                                                              | Саньхе     | 三河市         | 965 075          |
| Повіт                                                                              | Веньань    | 文安县         | 544 778          |
| Повіт                                                                              | Гуань      | 固安县         | 576 344          |
| Повіт                                                                              | Дачен      | 大城县         | 481 902          |
| Повіт                                                                              | Сянхе      | 香河县         | 449 038          |
| Повіт                                                                              | Юнцін      | 永清县         | 384 767          |
| Автономний повіт                                                                   | Дачан-Хуей | 大厂回族自治县 | 171 366          |